# Сутер, Мартин
Ма́ртин Су́тер (нем. Martin Suter, 29 февраля 1948, Цюрих, Швейцария) — швейцарский писатель, драматург, журналист и сценарист. Лауреат национальных и международных премий.

## Биография
Мартин Сутер родился в 1948 году в Цюрихе. После окончания обучения Мартин Сутер был креативным директором престижного рекламного агентства Basler Werbeagentur GGK. Был среди соучредителей рекламного агентства Werbeagentur Stalder & Suter и стал президентом Клуба арт-директоров Швейцарии (нем. Art Directors Club). В то же время он писал статьи для международного научно-популярного журнала Geo.
С 1991 года занимается исключительно литературной деятельностью. С 1992 по начало 2004 года он редактировал еженедельную колонку «Бизнес-класс» в ''Die Weltwoche'', а до апреля 2007 года вёл такую же колонку в ''Tages-Anzeiger-Magazin''. В ежемесячном журнале Neue Zürcher Zeitung он вёл колонку под названием «Richtig leben mit Geri Weibel».
Первый же роман Мартина Сутера, остросюжетный психологический триллер «Small World, или Я не забыл» (1997), сразу стал бестселлером (на русском языке вышел в серии «Иллюминатор» в 2000 году). В основе романа лежит история двух детей, которые выросли и потеряли связь друг с другом. Герой страдает старческим слабоумием и забывает события, пытаясь подобраться к некоей тайне своего прошлого. Он уже давно живёт за счёт средств богатой семьи, сначала он считался другом детства одного из них, потом охранял их дом как охранник. Воспоминания, которые у него всплывают, не вписываются в официальную историю этого семейства. За «Small World» Сутер был награждён в 1997 году Почётной премией кантона Цюрих, а в 1998 году удостоен французской литературной премии Prix du premier roman étranger. По роману «Small World» в 2010 году был снят фильм французского режиссёра Брюно Шиша (фр. Bruno Chiche) с Жераром Депардьё и Александрой Марией Лара в главных ролях.
Второй роман — «Тёмная сторона Луны». Сорокапятилетний адвокат случайно встречается на «блошином рынке» с девушкой, торгующей безделушками из Индии, что переворачивает всю его жизнь, превращая в другого человека, способного на необдуманные поступки и даже на преступление. Роман был экранизирован в 2015 году. В главной роли снялся Юрген Прохнов.
Герой романа «Идеальный друг» — журналист, предпринявший попытку разоблачения крупной компании, подвергается нападению, получает удар по голове, из его памяти стираются события последних 50 дней жизни. Пытаясь восстанавливить их, он втянутым в вереницу драматических событий. По роману был снят в 2005 году художественный фильм режиссёра Франсиса Жиро с участием Кароль Буке и Клода Миллера. За этот роман писатель получил Deutschen Krimipreis.
Сутер называет свои первые три романа «неврологической трилогией», потому что главный герой должен бороться каждый раз с кризисом собственной идентичности.
Герой романа «Лила, Лила» скромный официант, увлечённый сочинительством. Купив по дешёвке ночной столик, он обнаруживает в его ящике рукопись автобиографического романа неизвестного автора и решает присвоить себе её авторство.
Роман «Кулинар» обращается к теме иммигрантов в Европе. Тамилец вынужден эмигрировать в Швейцарию из-за гражданской войны на родине. Пища, которую он готовит, пробуждает в людях сексуальность.
Роман «Миланский чёрт» создан в 2006 году. Героиня романа пытается спрятаться от своих проблем после развода с мужем-банкиром в небольшом санатории. Кто-то играет с ней в опасную игру: подсовывает книгу с легендой, а затем инсценирует её сюжет. За роман писатель был удостоен Friedrich-Glauser-Preis.

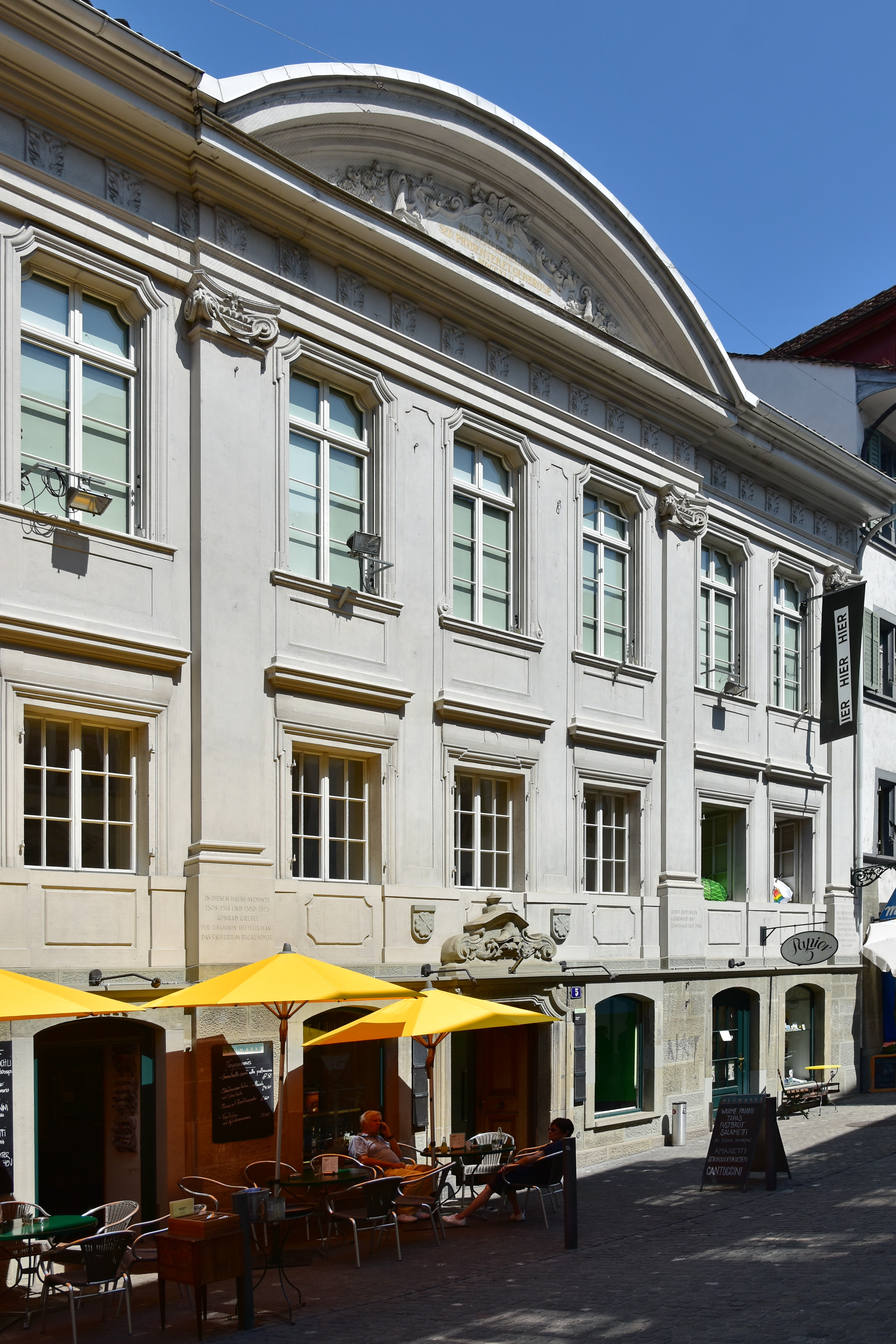
Theater am Neumarkt Zürich

В 2008 году опубликовал роман «Последний из Вейнфельдтов». Герой романа — потомок древнего аристократического рода не только впервые влюбился, но и одновременно поставил под удар свою репутацию эксперта в области живописи. Связь этих двух событий становится основой детективной интриги.
После 2010 года романы писателя приобретают всё более развлекательный характер, детективная интрига становится самоцелью. Несколько подобных детективных романов писателя объединяет общий персонаж. И. Ф. фон Альмен — обедневший аристократ, способный на воровство и перепродажу антиквариата. В романе «Приключения очаровательного негодяя. Альмен и стрекозы» он проводит ночь у плохо знакомой ему дамы и крадёт у неё одну из дорогих ваз, не представляя при этом, к каким последствиям это приведёт. В романе «Альмен и розовый бриллиант» Альмен расследует дело о розовом бриллианте, похищенном загадочным русским по фамилии «Соколов».
Творчество писателя не ограничивается прозой, он сочиняет тексты песен и пьесы для ''Theater am Neumarkt Zürich'' («Über den Dingen», 2004, и «Mumien», 2006). В 1987 году швейцарский режиссёр Даниэль Шмид, ставший затем постоянным сотрудником писателя, снял по его сценарию фильм-фэнтези «Jenatsch», в 1992 году — фильм «Мёртвый сезон», получивший восторженные отклики кинокритики, а в 1999 году он же — фильм-антиутопию  «Березина, или Последние дни Швейцарии». В 2009 году создал сценарий для фильма Кристофа Шауба «Julia’s Disappearance» (в главной роли — Бруно Ганц). Фильм был удостоен приза зрительских симпатий на фестивале в Локарно. Сам писатель был номинирован на национальном фестивале на награду за лучший сценарий.
Большинство романов писателя переведены на русский язык и неоднократно издавались.

## Личная жизнь
Долгое время Мартин Сутер жил со своей второй женой, модельером и стилистом Margrith Nay Suter, её дочерью и сыном, поочерёдно на Ивисе (Балеарские острова, Испания) и в местечке ''Panajachel'' на озере Атитлан в Гватемале. В 2009 году его приёмный сын-подросток погиб в результате несчастного случая в Швейцарии. В настоящее время писатель вернулся в Швейцарию и постоянно проживает в Цюрихе.